# Antje Schomaker/Diskografie
Diese Diskografie ist eine Übersicht über die musikalischen Werke der deutschen Liedtexterin und Indie-Pop-Sängerin Antje Schomaker. Ihre erfolgreichste Veröffentlichung ist das Debütalbum Von Helden und Halunken, das zum Top-50-Album in Deutschland avancierte.

## Alben

### Studioalben
| Jahr | Titel Musiklabel                                | Höchstplatzierung, Gesamtwochen, AuszeichnungChartplatzierungen (Jahr, Titel, Musiklabel, Platzierungen, Wochen, Auszeichnungen, Anmerkungen) | Höchstplatzierung, Gesamtwochen, AuszeichnungChartplatzierungen (Jahr, Titel, Musiklabel, Platzierungen, Wochen, Auszeichnungen, Anmerkungen) | Höchstplatzierung, Gesamtwochen, AuszeichnungChartplatzierungen (Jahr, Titel, Musiklabel, Platzierungen, Wochen, Auszeichnungen, Anmerkungen) | Anmerkungen                            |
| Jahr | Titel Musiklabel                                | DE | AT | CH | Anmerkungen                            |
| ---- | ----------------------------------------------- | --- | --- | --- | -------------------------------------- |
| 2018 | Von Helden und Halunken Columbia Records (Sony) | DE45 (1 Wo.)DE | — | — | Erstveröffentlichung: 23. Februar 2018 |
| 2023 | Snacks Antje Schomaker (BMG)                    | — | — | — | Erstveröffentlichung: 6. Oktober 2023  |

### EPs
| Jahr | Titel Musiklabel                                         | Anmerkungen                             |
| ---- | -------------------------------------------------------- | --------------------------------------- |
| 2017 | Weniger & Meer (Akustik Session) Columbia Records (Sony) | Erstveröffentlichung: 8. September 2017 |

## Singles

### Als Leadmusikerin
| Jahr | Titel Album                                                                  | Anmerkungen                                              |
| ---- | ---------------------------------------------------------------------------- | -------------------------------------------------------- |
| 2016 | Bis mich jemand findet Von Helden und Halunken                               | Erstveröffentlichung: 25. November 2016                  |
| 2017 | Ganoven (Akustik Session) Weniger & Meer (Akustik Session)                   | Erstveröffentlichung: 5. Mai 2017                        |
| 2017 | Für einen Funken Euphorie (Akustik Session) Weniger & Meer (Akustik Session) | Erstveröffentlichung: 16. Juni 2017                      |
| 2017 | Heute und in 100 Jahren (Akustik Session) Weniger & Meer (Akustik Session)   | Erstveröffentlichung: 11. August 2017                    |
| 2017 | Gotham City Von Helden und Halunken                                          | Erstveröffentlichung: 8. September 2017                  |
| 2018 | Auf und davon Von Helden und Halunken                                        | Erstveröffentlichung: 11. Januar 2018                    |
| 2020 | Verschwendete Zeit –                                                         | Erstveröffentlichung: 31. Juli 2020                      |
| 2020 | Auf Augenhöhe –                                                              | Erstveröffentlichung: 11. Dezember 2020                  |
| 2021 | Zeichen –                                                                    | Erstveröffentlichung: 17. September 2021                 |
| 2021 | Ich muss gar nichts –                                                        | Erstveröffentlichung: 12. November 2021                  |
| 2022 | Wie wir war’n Die Punkies – Folge 33: Sisters Act!                           | Erstveröffentlichung: 23. September 2022 mit Die Punkies |
| 2023 | Lost Indieboy Snacks                                                         | Erstveröffentlichung: 21. April 2023                     |
| 2023 | Wenn ich mal Kinder hab Snacks                                               | Erstveröffentlichung: 12. Mai 2023                       |
| 2023 | Nie nach Paris Snacks                                                        | Erstveröffentlichung: 23. Juni 2023                      |
| 2023 | Alles neu Snacks                                                             | Erstveröffentlichung: 28. Juli 2023 Original: Peter Fox  |

### Als Gastmusikerin

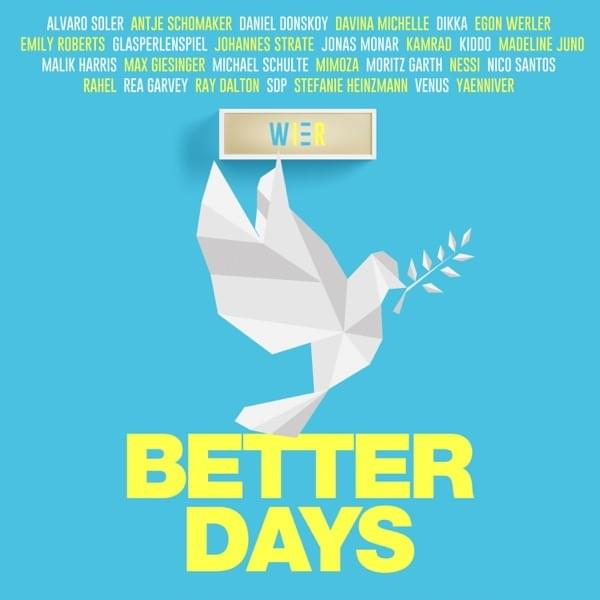
Frontcover zu Better Days.

| Jahr | Titel Album                         | Höchstplatzierung, Gesamtwochen, AuszeichnungChartplatzierungen (Jahr, Titel, Album, Platzierungen, Wochen, Auszeichnungen, Anmerkungen) | Höchstplatzierung, Gesamtwochen, AuszeichnungChartplatzierungen (Jahr, Titel, Album, Platzierungen, Wochen, Auszeichnungen, Anmerkungen) | Höchstplatzierung, Gesamtwochen, AuszeichnungChartplatzierungen (Jahr, Titel, Album, Platzierungen, Wochen, Auszeichnungen, Anmerkungen) | Anmerkungen                                                                    |
| Jahr | Titel Album                         | DE | AT | CH | Anmerkungen                                                                    |
| --- | ----------------------------------- | --- | --- | --- | ------------------------------------------------------------------------------ |
| 2018 | Liebe auf Distanz –                 | — | — | — | Erstveröffentlichung: 7. September 2018 Revolverheld feat. Antje Schomaker     |
| 2022 | Ich bin okay Die Wilden Hühner Hits | — | — | — | Erstveröffentlichung: 8. April 2022 Die Wilden Hühner feat. Antje Schomaker    |
| 2022 | Better Days –                       | — | — | — | Erstveröffentlichung: 22. April 2022 als Teil von Wier                         |
| 2022 | Ratz Fatz Kakao                     | — | — | — | Erstveröffentlichung: 6. Mai 2022 Viva Alpagua feat. Maeckes & Antje Schomaker |
| 2023 | Linie 72 Jaaaaaaaaaaaaaaaa!         | — | — | — | Erstveröffentlichung: 24. Februar 2023 Klan feat. Antje Schomaker              |
| 2023 | Früher war alles leicht –           | — | — | — | Charteinstieg: 11. August 2023 Lina Maly feat. Antje Schomaker                 |
| Folgende Lieder erschienen nicht als Single, wurden aber durch das Album zum Download und Streaming bereitgestellt und konnten somit eine Platzierung erlangen: |                                     | | | |                                                                                |
| |                                     | | | |                                                                                |
| 2012 | Time –                              | DE52 (1 Wo.)DE | — | — | Charteinstieg: 5. Oktober 2012 Begleitgesang bei Lena; Original: Ben’s Brother |

## Musikvideos
| Jahr | Titel                   | Regisseur(e)                                                                            |
| ---- | ----------------------- | --------------------------------------------------------------------------------------- |
| 2017 | Bis mich jemand findet  | Robin Karow                                                                             |
| 2017 | Gotham City             |                                                                                         |
| 2018 | Aller guten Dinge       |                                                                                         |
| 2018 | Liebe auf Distanz       |                                                                                         |
| 2020 | Verschwendete Zeit      | Mightkillya                                                                             |
| 2020 | Auf Augenhöhe           | Annegret von Feiertag                                                                   |
| 2021 | Zeichen                 | Annegret von Feiertag                                                                   |
| 2021 | Ich muss gar nichts     | Emily Roberts (Original, 2021) Julian Kleinert, Amélie Siegmund (Amazon-Original, 2022) |
| 2022 | Ratz Fatz               | Claus Kuhlmann                                                                          |
| 2022 | Wie wir war’n           |                                                                                         |
| 2023 | Lost Indieboy           | Elsa van Damke                                                                          |
| 2023 | Wenn ich mal Kinder hab | Elsa van Damke                                                                          |
| 2023 | Nie nach Paris          | Antje Schomaker, Celina Spanier                                                         |
| 2023 | Alles neu               | Jules Tiemann                                                                           |

## Autorenbeteiligungen
Liste der Autorenbeteiligungen von Antje Schomaker
| Jahr | Titel Interpretation                              | Anmerkungen                             |
| ---- | ------------------------------------------------- | --------------------------------------- |
| 2017 | Ich wollte mich nie mehr verlieben Helene Fischer | Erstveröffentlichung: 12. Mai 2017      |
| 2018 | Jede Träne wert Samuel Harfst                     | Erstveröffentlichung: 26. Januar 2018   |
| 2022 | Wovor hast du Angst Florian Künstler & Elen       | Erstveröffentlichung: 11. Februar 2022  |
| 2022 | Kleiner Finger Schwur Florian Künstler            | Erstveröffentlichung: 25. November 2022 |

Antje Schomaker als Autorin in den Charts

| Jahr | Titel Interpretation                   | Höchstplatzierung, Gesamtwochen, AuszeichnungChartplatzierungen (Jahr, Titel, Interpretation, Platzierungen, Wochen, Auszeichnungen, Anmerkungen) | Höchstplatzierung, Gesamtwochen, AuszeichnungChartplatzierungen (Jahr, Titel, Interpretation, Platzierungen, Wochen, Auszeichnungen, Anmerkungen) | Höchstplatzierung, Gesamtwochen, AuszeichnungChartplatzierungen (Jahr, Titel, Interpretation, Platzierungen, Wochen, Auszeichnungen, Anmerkungen) | Anmerkungen                             |
| Jahr | Titel Interpretation                   | DE | AT | CH | Anmerkungen                             |
| ---- | -------------------------------------- | --- | --- | --- | --------------------------------------- |
| 2022 | Kleiner Finger Schwur Florian Künstler | DE45 (16 Wo.)DE | — | — | Erstveröffentlichung: 25. November 2022 |

## Sonderveröffentlichungen
| Jahr | Titel Album                                                | Anmerkungen                                                                        |
| ---- | ---------------------------------------------------------- | ---------------------------------------------------------------------------------- |
| 2019 | In drei Jahren (Nirgendwo Session) In drei Jahren (Single) | Erstveröffentlichung: 14. Oktober 2019 Bruckner feat. Antje Schomaker              |
| 2020 | Liebe auf Distanz (Zuhause Sessions) Zuhause Sessions      | Erstveröffentlichung: 29. Mai 2020 Revolverheld feat. Antje Schomaker              |
| 2020 | Fühl Hush Hush / Hamburg                                   | Erstveröffentlichung: 11. September 2020 Lina Maly feat. Antje Schomaker           |
| 2021 | L & A Fluss                                                | Erstveröffentlichung: 5. November 2021 Lea feat. Antje Schomaker                   |
| 2022 | Ich bin okay Die Wilden Hühner Hits                        | Erstveröffentlichung: 29. April 2022 Die Wilden Hühner feat. Antje Schomaker       |
| 2022 | Ratz Fatz Kakao                                            | Erstveröffentlichung: 26. August 2022 Viva Alpagua feat. Maeckes & Antje Schomaker |
| 2023 | Linie 72 Jaaaaaaaaaaaaaaaa!                                | Erstveröffentlichung: 24. Februar 2023 Klan feat. Antje Schomaker                  |

| Jahr | Titel Album                 | Anmerkungen                                    |
| ---- | --------------------------- | ---------------------------------------------- |
| 2022 | Traurig Unter meinem Bett 7 | Erstveröffentlichung: 10. Juni 2022 mit Fatoni |

## Promoveröffentlichungen
| Jahr | Titel Album                               | Anmerkungen                                    |
| ---- | ----------------------------------------- | ---------------------------------------------- |
| 2018 | Von Helden und Halunken                   | Erstveröffentlichung: 20. April 2018 (Akustik) |
| 2018 | Aller guten Dinge Von Helden und Halunken | Erstveröffentlichung: 20. Juli 2018            |

## Hörspiele
| Jahr | Titel Musiklabel                                   | Anmerkungen                           |
| ---- | -------------------------------------------------- | ------------------------------------- |
| 2022 | Die Punkies – Folge 33: Sisters Act! Europa (Sony) | Erstveröffentlichung: 7. Oktober 2022 |

## Statistik

### Chartauswertung
In folgenden Auswertungen bieten eine Übersicht über die Charterfolge von Schomaker in Album- und Singlecharts. Es ist zu beachten, dass bei den Singlecharts nur Interpretationen und keine Autorenbeteiligungen berücksichtigt wurden.
|                     | DE    | AT    | CH    |
| ------------------- | ----- | ----- | ----- |
| Nummer-eins-Alben   | DE—DE | AT—AT | CH—CH |
| Top-10-Alben        | DE—DE | AT—AT | CH—CH |
| Alben in den Charts | DE1DE | AT—AT | CH—CH |

|                       | DE    | AT    | CH    |
| --------------------- | ----- | ----- | ----- |
| Nummer-eins-Singles   | DE—DE | AT—AT | CH—CH |
| Top-10-Singles        | DE—DE | AT—AT | CH—CH |
| Singles in den Charts | DE1DE | AT—AT | CH—CH |